# Adra (Hiszpania)
Adra – gmina w Hiszpanii, w prowincji Almería, w Andaluzji, o powierzchni 90,04 km². W 2011 roku gmina liczyła 24 626 mieszkańców.